# Girolle améthyste
Espèce
Cantharellus amethysteus, la Girolle améthyste, est une espèce de champignons comestibles de la famille des Hydnaceae.

## Systématique
Le nom scientifique complet (avec auteur) de ce taxon est Cantharellus amethysteus (Quél.) Sacc..
Le basionyme de ce taxon est : Cantharellus cibarius amethysteus Quél.

### Synonymes
Ce taxon porte en français le nom vernaculaire ou normalisé suivant : girolle améthyste.
Cantharellus amethysteus a pour synonymes :
- Cantharellus amethysteus var. substypticus Bon
- Cantharellus ametysteus Quél.
- Cantharellus cibarius var. amethysteus (Quél.) Cetto
- Cantharellus cibarius var. amethysteus Quél.
- Craterellus amethysteus (Quél.) Quél.
- Craterellus cibarius var. amethysteus (Quél.) Quél.
- Merulius amethysteus (Quél.) Kuntze

## Galerie

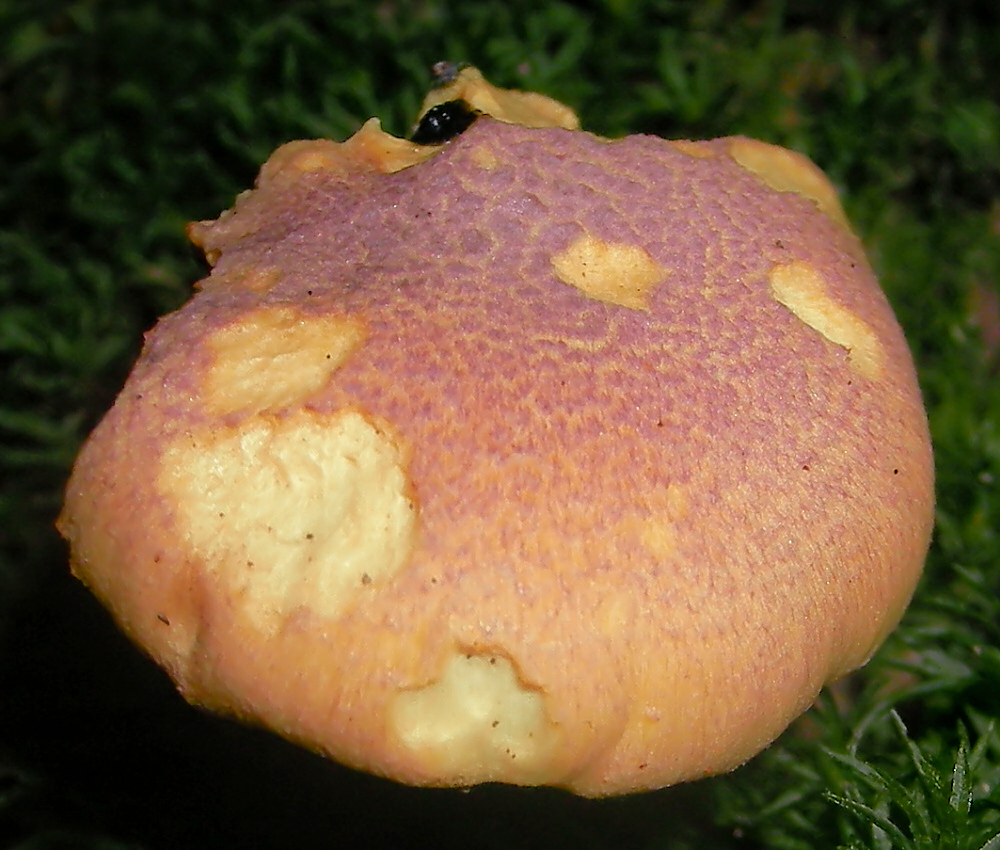
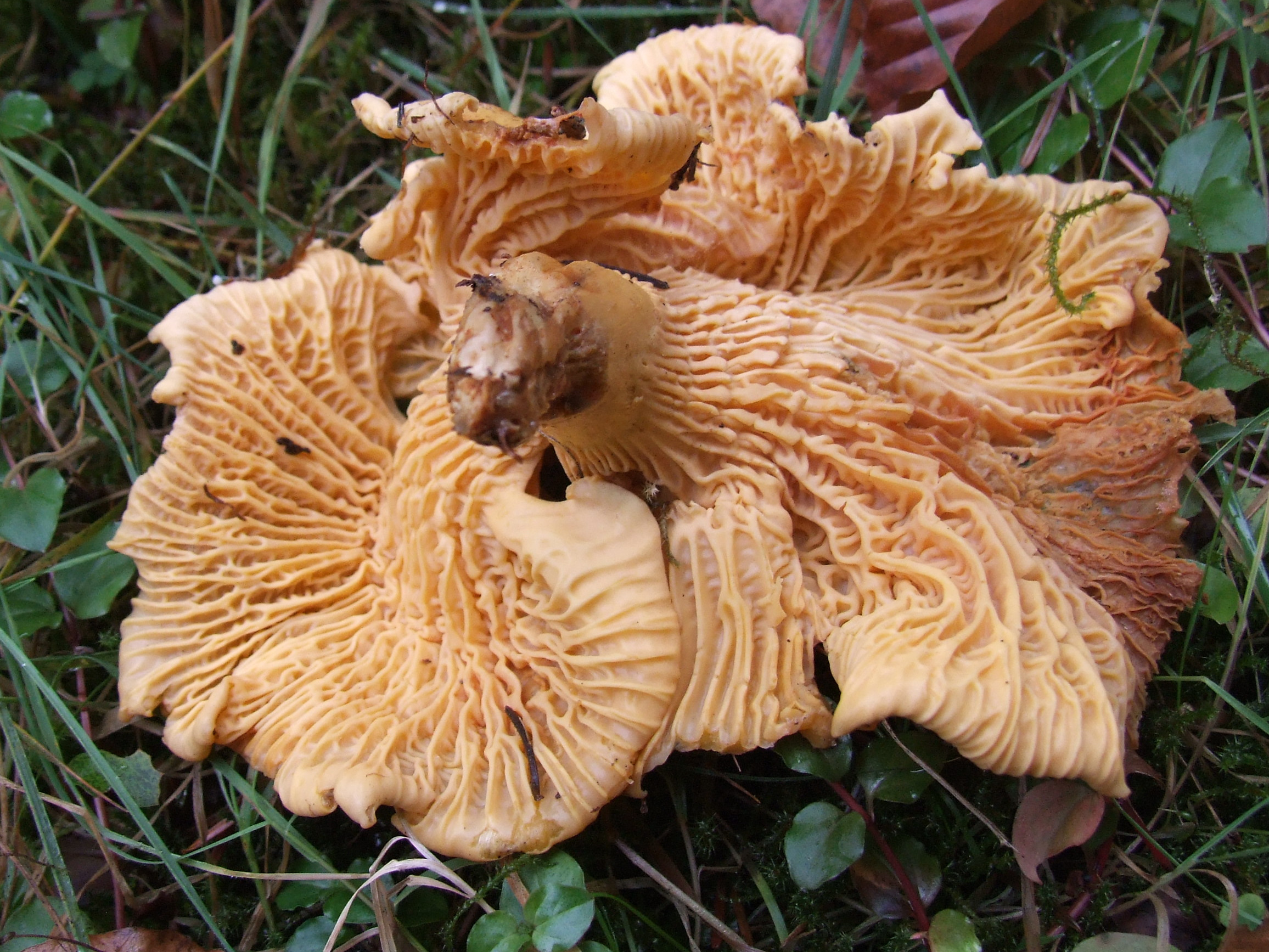
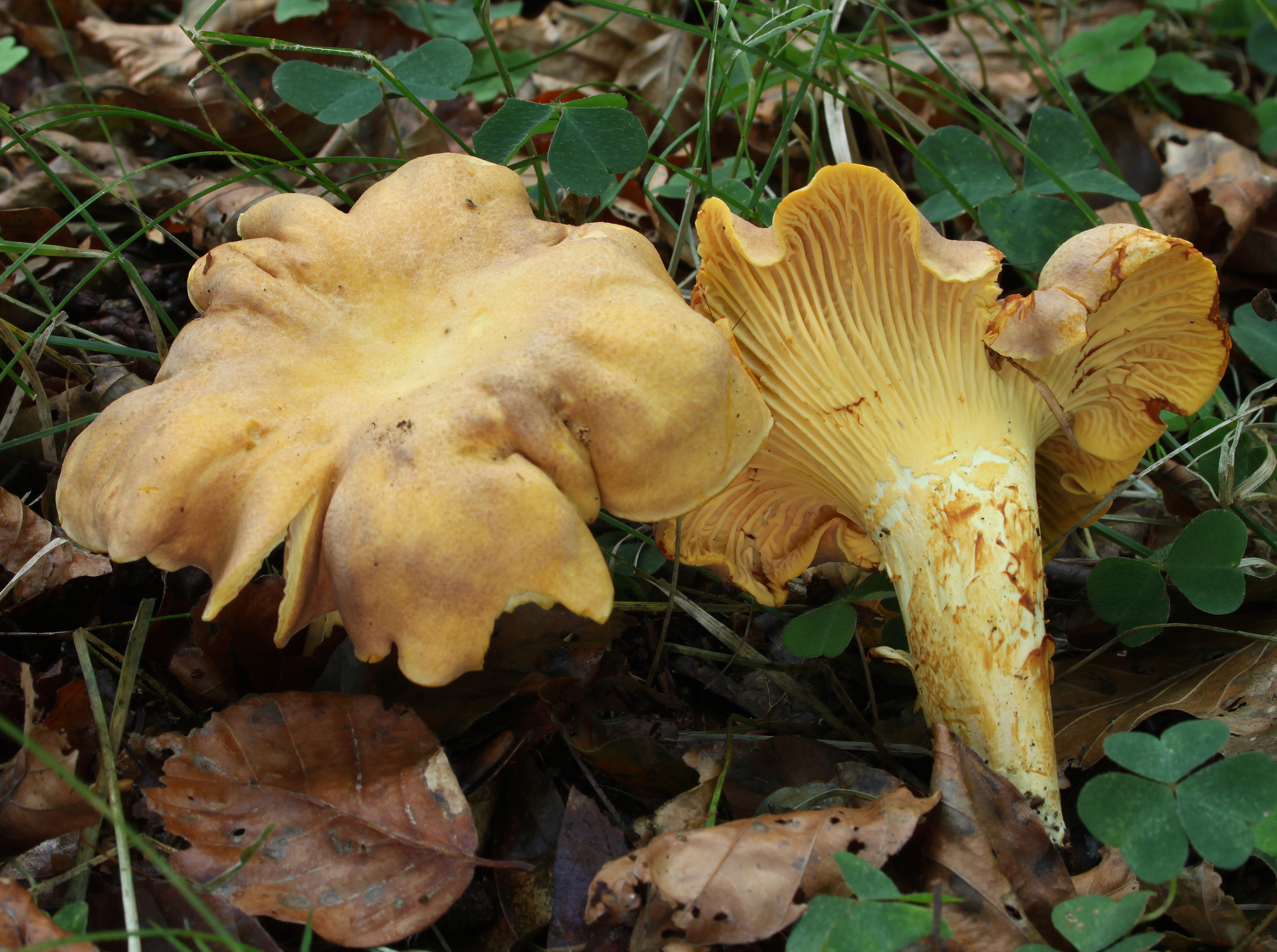
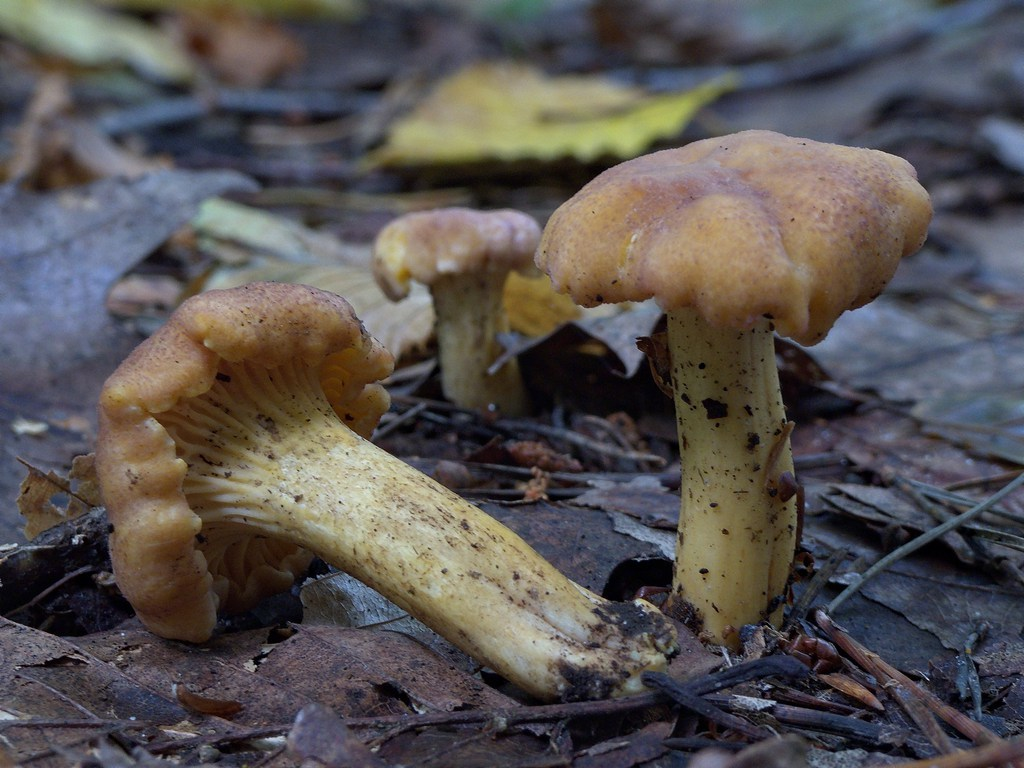
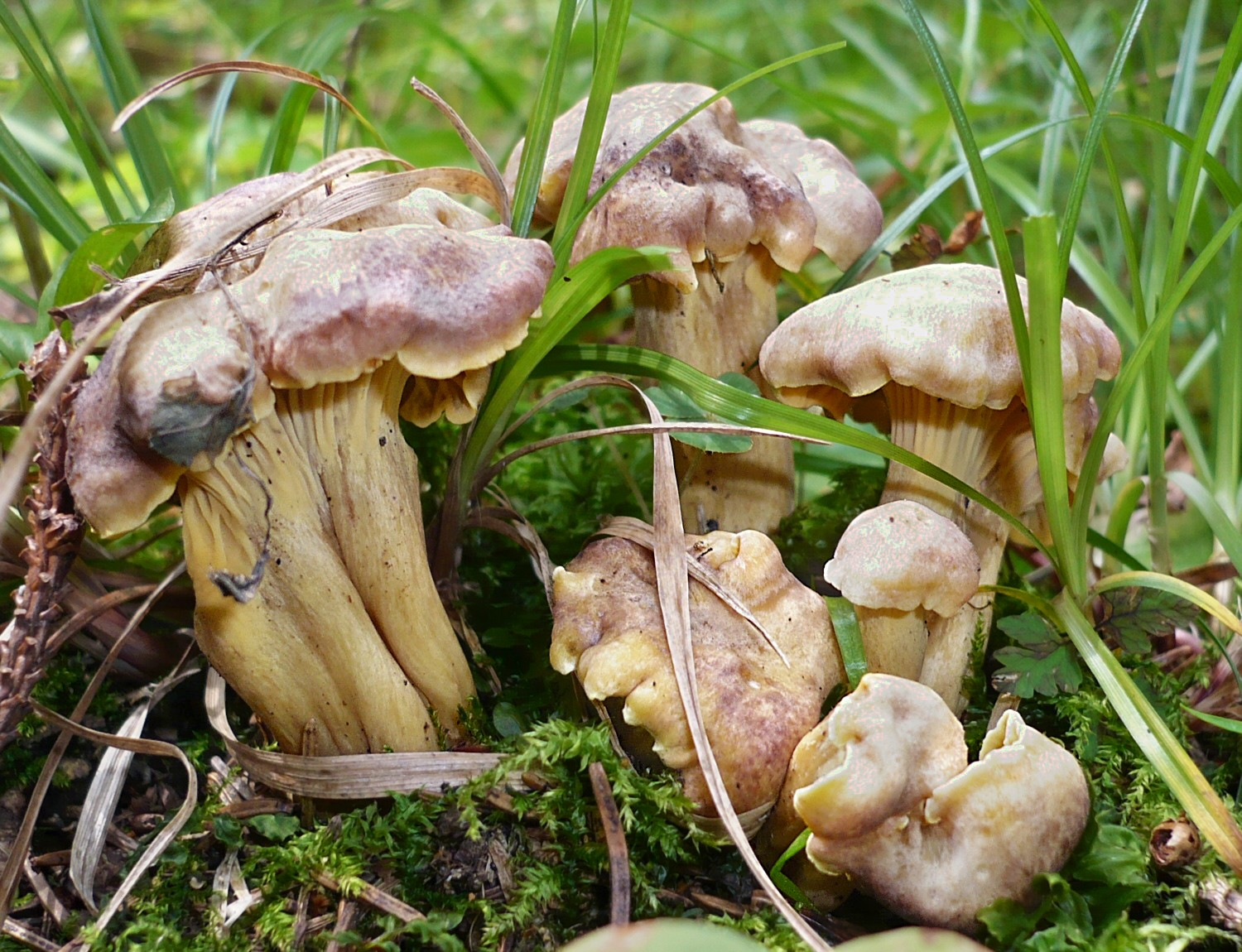